# 남자 해머던지기 대한민국 기록 추이
남자 해머던지기 대한민국 기록 추이는 다음과 같다.
| # | 기록   | 차이    | 선수   | 소속         | 날짜         | 대회명                                      | 개최지          | 경기장            | 주석 및 기타               | 동영상 |
|   | 57m 60 | + cm    | 송교식 | 인천전매청   | 1960. 05. 14 | 제17회 올림픽대회파견육상경기대회최종선발전 | 대한민국 인천   | 인천공설운동장    | [ 1 ]                      |        |
|   | 58m 47 |         | 임동실 | 석공         | 1963. 10. 26 | 훈련단 우수 선수 육상 공인 기록회           | 대한민국 서울   | 효창운동장        | 종전 57.60                 |        |
|   | 61m 03 | + 256cm | 임동실 | 석공         | 1964. 06. 13 | 제18회 전국남녀육상경기선수권대회           | 대한민국 서울   | 효창운동장        | [ 3 ] [ 4 ]                |        |
|   | 63m 54 | + 251cm | 노경열 | 성균관대     | 1977.06.12   | 제1회 대학 대항 육상 경기 대회              | 대한민국 서울   | 서울운동장        | [ 5 ] [ 6 ]                |        |
|   | 63m 88 | + 34cm  | 노경열 | 성균관대     | 1978. 10. 06 | 육상 우수 선수 기록회                       | 대한민국 서울   | 서울운동장        |                            |        |
|   | 64m 68 | + 80cm  | 이윤철 | 한국체대     | 2003. 04. 24 | 제32회 전국 종별 육상 경기 선수권 대회      | 대한민국 전주   | 종합경기장        | 4차 시기. 25년만의 경신임. |        |
|   | 65m 95 | + 127cm | 이윤철 | 한국체대     | 2003. 06. 04 | 제57회 전국 육상 경기 선수권 대회           | 대한민국 대전   | 한밭종합운동장    | 1차 시기                   |        |
|   | 67m 05 | + 110cm | 이윤철 | 한국체대     | 2003. 10. 14 | 제84회 전국체육대회                         | 대한민국 전주   | 전주종합운동장    |                            |        |
|   | 67m 87 | + 82cm  | 이윤철 | 울산시청     | 2006. 08. 09 | 제18회 전국실업단대항육상경기대회           | 대한민국 태백   | 태백종합경기장    |                            |        |
|   | 68m 44 | + 57cm  | 이윤철 | 울산시청     | 2006. 09. 30 | 제2회 살완 국제 투척 경기 대회              | 인도 뉴델리     |                   | 2위                        |        |
|   | 69m 07 | + 63cm  | 이윤철 | 울산시청     | 2006. 12. 08 | 제15회 아시안 게임                          | 카타르 도하     | 칼리파 국제경기장 |                            |        |
|   | 69m 52 | + 45cm  | 이윤철 | 울산시청     | 2007. 04. 28 | 제36회 전국종별육상경기선수권대회           | 대한민국 고양시 | 고양종합운동장    |                            |        |
|   | 70m 84 | + 132cm | 이윤철 | 울산시청     | 2007. 05. 22 | 제11회 전국 실업 육상 경기 선수권 대회      | 대한민국 안동   | 안동시민운동장    |                            |        |
|   | 71m 79 | + 132cm | 이윤철 | 국군체육부대 | 2008. 08. 13 | 제20회 전국실업단대항육상경기대회           | 대한민국 태백   | 태백공설운동장    |                            |        |
|   | 72m 71 | + 92cm  | 이윤철 | 대전시청     | 2013. 04. 17 | 제17회 전국 실업 육상 경기 선수권 대회      | 대한민국 대전   | 한밭 운동장       | [ 8 ]                      |        |

## 같이 보기
- 남자 해머던지기 세계 기록 추이
- 여자 해머지기 대한민국 기록 추이
- 여자 해머던지기 세계 기록 추이